# Lanare (Kalifornija)
Lanare je naseljeno područje za statističke svrhe u američkoj saveznoj državi Kalifornija. Prema popisu stanovništva iz 2010. u njemu je živjelo 589 stanovnika.